# Tantra de Guhyasamāja

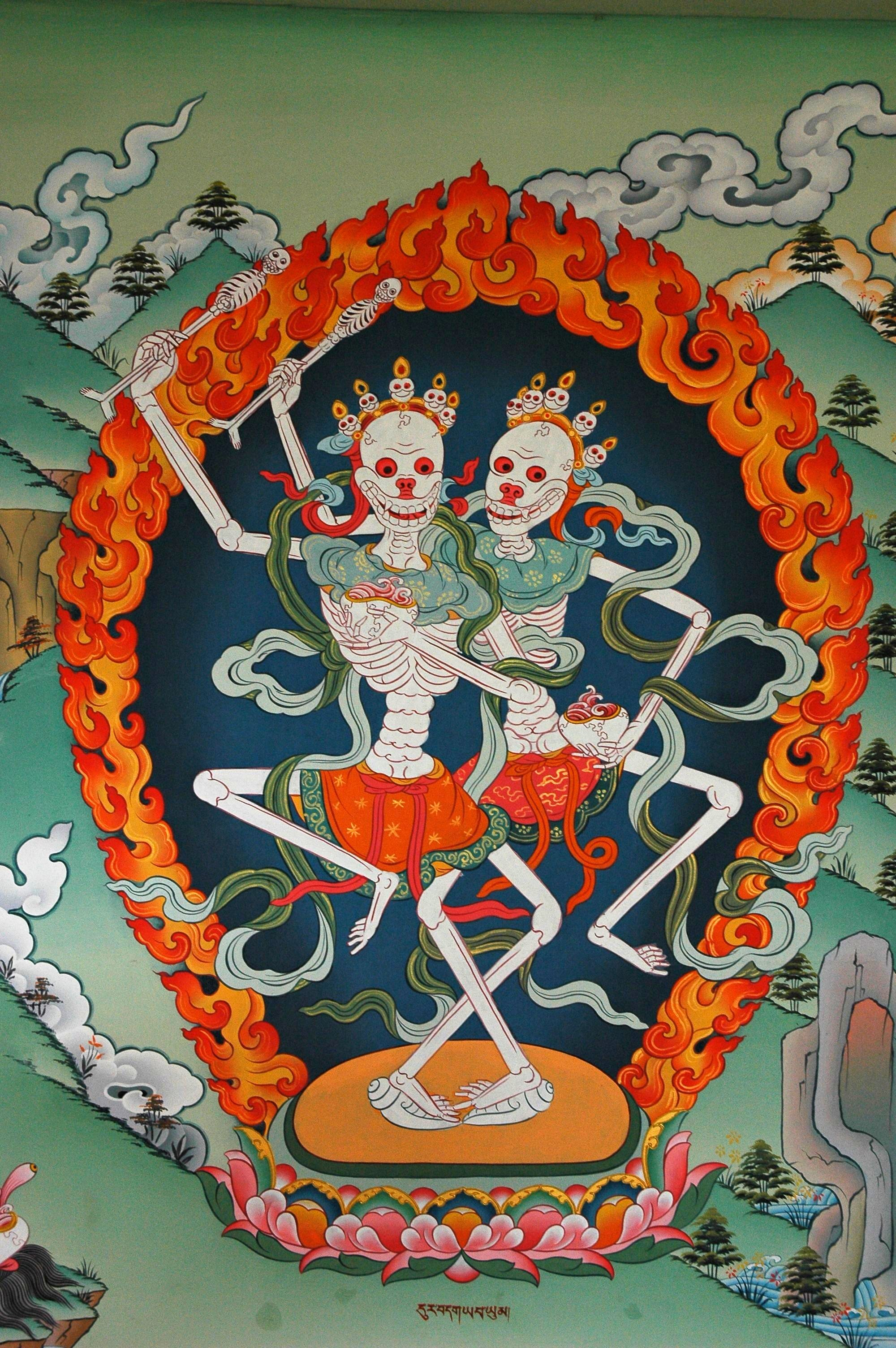
Le Citipati comme représenté dans un tableau du monastère Gelugpa, au Népal.

Le Tantra de Guhyasamāja, Samāja Tantra ou Tathāgata Guhyaka (« Somme des Secrets », en sanskrit) ; gSang ba 'dus pa'i rgyud ou Sangwa Dupa, en tibétain phonétique, est un tantra important du bouddhisme tibétain connu de ses quatre traditions. Il est considéré comme l’un des « rois des tantras » et le premier des tantras-pères, ou vajra-sattvaḥa qui signifie un maître de Vajrayana. Il est, en principe, le premier enseigné car la maîtrise de son yoga constitue la base pour la pratique des autres yogas.

## Origine
C’est l’un des premiers textes sanscrits traduits en tibétain du (VIIIe siècle) ; il fut traduit en chinois, au Xe siècle. Il aurait été rédigé entre le IVe siècle et le VIIe siècle. On y trouve la première définition connue du terme tantra comme un continuum entre la cause, la voie et le fruit, le fruit étant obtenu par la purification de la cause par la voie. Selon une tradition, ce tantra fut enseigné pour la première fois par le Bouddha sous la forme de Vajradhara au roi Indrabhuti (ou roi Dza) d’Oddiyana. Le spécialiste indien Benoytosh Bhattacharya (1897-1964) a proposé qu’Asanga en soit l’auteur ; pour ceux qui adhèrent à cette opinion, il l’aurait reçu selon la tradition mystique de Maitreya comme tous ses enseignements. 
Comme la plupart des textes, il en existe différentes traditions et transmissions. La plus importante est la transmission Arya dont se réclament la plupart des pratiquants tibétains. Elle se base sur les commentaires attribués à Nāgārjuna, Aryadeva et Candrakîrti. La transmission Jñānapada, minoritaire, remonte à Buddhashrijnana (fin du VIIIe siècle). Gö Lotsawa serait aussi à l’origine d’une transmission. Naropa, Marpa, Drokmi Lotsawa, Nang Kaupa, entre autres, auraient contribué à son intégration dans les enseignements du bouddhisme tibétain, les Sakyapa recevant les deux traditions Arya et Jnanapada. Tsongkhapa, fondateur des Gelugpa, a réalisé un important travail de synthèse et de clarification sur le tantra et ses commentaires, dont le texte principal est Les cinq stades du Guhyasamaja (gSang-'dus rim-lnga gsal-sgron).

## Iconographie

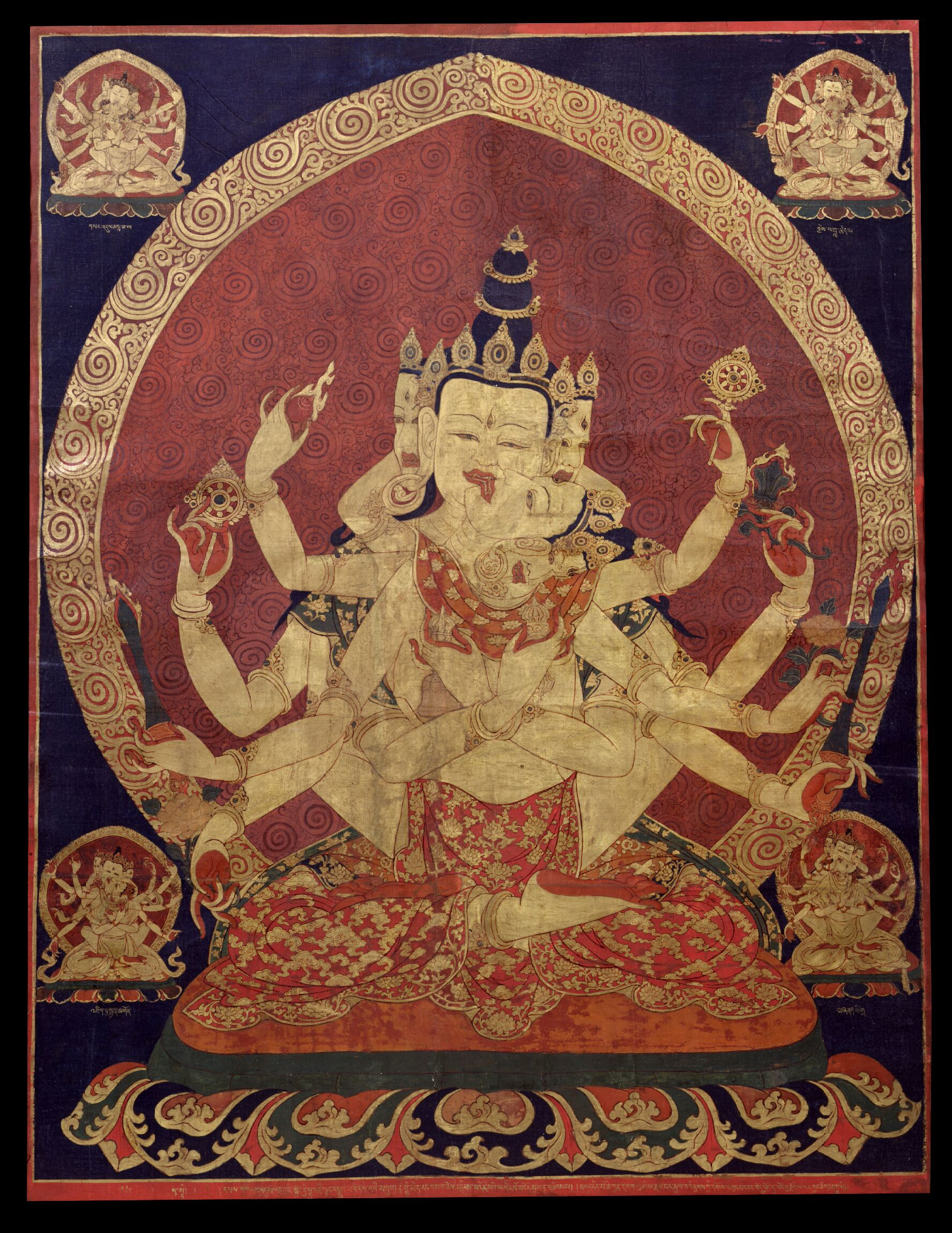
Thangka de Guhyasamāja en union avec sa parèdre Sparshavajri, XVIIe siècle, Rubin Museum of Art, New York.

La déité Guhyasamaja est en général assimilée à Akshobhyavajra, forme d’Akshobhya qui est la déité principale des tantras-pères, et a donc souvent comme lui le corps bleu sombre, parfois noir. Néanmoins, dans la tradition Jnanapada, il s’agit de Manjuvajra, forme de Manjushri dont il a la couleur jaune. La déité a trois visages - celui de droite est blanc et celui de gauche rouge - et six bras. Les trois visages peuvent représenter les trois principaux canaux du corps subtil, les trois stades de purification de l’esprit ou le corps illusoire, la lumière, et leur union. Akshobhyavajra tient dans ses mains principales la cloche (ghanta) et le vajra, et dans les autres mains les symboles des quatre autres bouddhas : roue (chakra) de Vairocana et lotus (padma) d’Amitabha à droite, épée (khadga) d’Amoghasiddhi et triple joyau (triratna) de Ratnasambhava à gauche. Manjuvajra tient dans ses deux mains principales, comme Manjushri, une épée et un livre, et dans deux de ses autres mains un arc et une flèche qui représentent l’upaya. Akshobhyavajra et Manjuvajra sont considérés comme émanant de Vajradhara. Ils sont le plus souvent représentés en yab-yum avec leur parèdre qui a les mêmes attributs graphiques, mais souvent le corps plus pâle ; dans le cas d’Akshobhyavajra elle se nomme Sparshavajri, nom de la déesse du sens associé à Akshobhya (le toucher) ou Adhiprajna, « sagesse de méditation ». Le mandala complet d’Akshobhyavajra comprend 32 déités et celui de Manjuvajra 19.